# Papualthia auriculata
Papualthia auriculata là loài thực vật có hoa thuộc họ Na. Loài này được (Burck) Diels mô tả khoa học đầu tiên năm 1912.